# Klino
Klino is een bestuurslaag in het regentschap Bojonegoro van de provincie Oost-Java, Indonesië. Klino telt 4034 inwoners (volkstelling 2010).